# Linea 1 (CFL)
La linea 1 è una linea ferroviaria lussemburghese a scartamento ordinario lunga 76,8 km che unisce la capitale Lussemburgo con la frontiera belga a nord di Troisvierges. Oltreconfine, presso il villaggio di Gouvy, prosegue come linea 42 per Liegi.

## Storia
Originariamente la ferrovia, costruita dalla Compagnie des chemins de fer de l'Est, doveva unire la città di Lussemburgo con il centro termale belga di Spa. Il 21 luglio 1862 fu aperto il primo troncone tra Lussemburgo ed Ettelbruck. Il 15 dicembre 1866 fu invece attivato il segmento tra Ettelbruck e Troisvierges, nel nord del territorio lussemburghese. L'ultimo tratto, quello compreso tra Troisvierges ed il villaggio belga di Gouvy fu inaugurato il 20 febbraio 1867.
Il raddoppio della linea fu attivato il 15 marzo 1917 durante l'occupazione tedesca del Lussemburgo nella prima guerra mondiale. La ferrovia fu elettrificata tra il 1988 ed il 1993.